# كلب الويبت
الوِبْت أو كلب ركود (بالإنجليزية: Whippet أو Snap Dog) هي سلالة من الكلاب متوسطة الحجم. نشأت في إنجلترا، حيث تنحدر من الكلاب السلوقية. يعاني كلاب الويبت من مشاكل صحية قليلة نسبيًا بخلاف عدم انتظام ضربات القلب. يشارك أيضًا في رياضات الكلاب مثل التعقب وخفة الحركة والغوص في الرصيف والكرة الطائرة. الاسم مشتق من كلمة تعود إلى أوائل القرن السابع عشر، وتعني «التحرك بسرعة». وهي سلالة من الكلاب ذات الأصول الأوروبية تتسم بالنحافة والرشاقة، كما انها سلالة معروفة بالنشاط والمرح، تشبه الكلب السلوقي الرمادي في بنيته الجسدية ولكنها ذات حجم متوسط، ونظراً لشعبيته أُطلق اسم (الوبت) على العديد من الأشياء بداية من السيارات وحتى بعض أنواع البسكويت.

## التاريخ

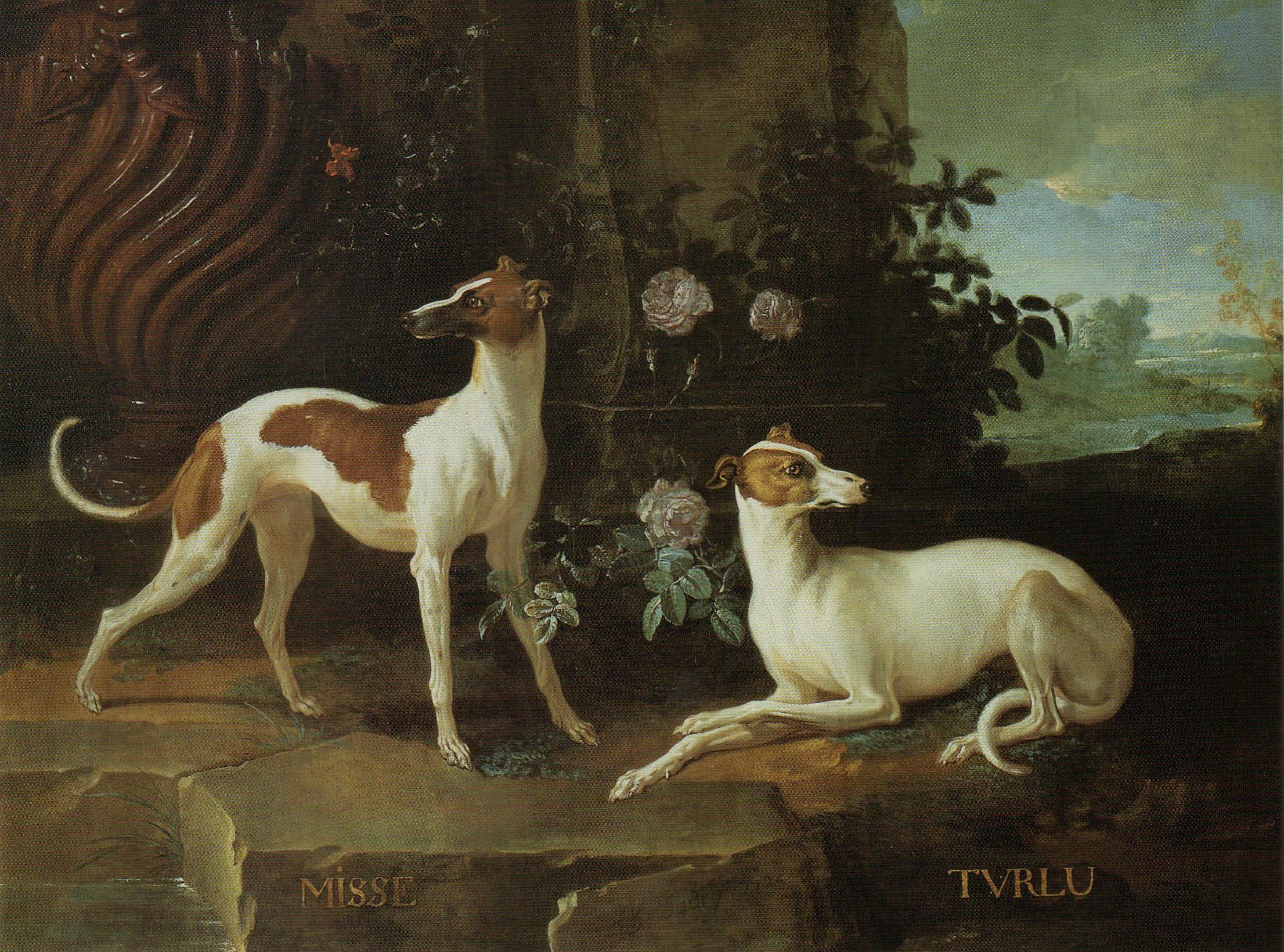
ميس وتورلو ، كلبان من الكلاب السلوقية ينتميان إلى لويس الخامس عشر ، بقلم جان بابتيست أودري

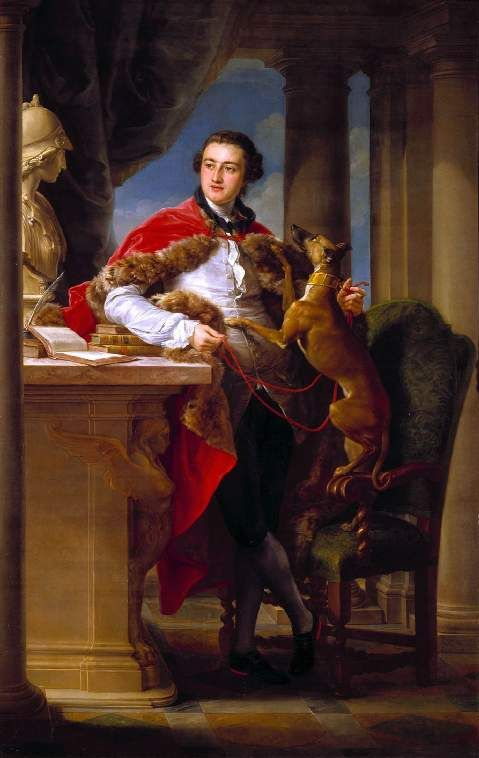
تشارلز كومبتون ، إيرل نورثامبتون السابع لباتوني ، 1758 ، يظهر كلبًا يبدو أنه شكل مبكر من ويبت.

تم تربية كلاب الويبت على الصيد عن طريق البصر، والتعقب في المناطق المفتوحة بسرعات عالية. هناك العديد من التمثيلات لكلاب الصيد الصغيرة التي تشبه كلاب الويبت في الفن والتي تعود إلى العصور المصرية القديمة. في إنجلترا في العصور الوسطى، أصبحت سلالة كلاب الويبت الصغيرة شائعة الاستخدام ككلب قعقع، وكان أول استخدام مكتوب باللغة الإنجليزية لكلمة (Whippet) للإشارة إلى نوع من الكلاب في عام 1610. عُرفت كلاب الويبت عمومًا باسم «الكلاب المفاجئة» لميلهم إلى التقاط الفريسة القريبة. في الصورة التي رسمها جان بابتيست أودري (1686-1755) لكلبين تم تقديمهما إلى لويس الخامس عشر، هما إما كلاب الويبت أو الكلاب السلوقية الصغيرة. رسم أودري أيضًا لوحة ثانية لميس مع كلب مختلف غير ساينوند. هناك لوحة لبومبيو باتوني عام 1758 لكلب يشبه الويبت.
في القرن التاسع عشر، كانت سباقات ويبت رياضة مشهورة في أجزاء من إنجلترا. كان يحظى الويبت باحترام كبير في الأجزاء الشمالية من إنجلترا وويلز، ولكن تم تجاهله بشكل عام في بقية البلاد. في ذلك الوقت، كان هناك نوعان من الويبت. النوع الأول كان له فرو أملس، وكان أكثر شعبية في لانكشاير ويوركشاير وميدلاندز، وأصبح الويبت الحديث. الآخر كان لديه فرو خشن من التهجين وكان هذا النوع أكثر شيوعًا في دورهام ونورثمبرلاند وكان يشار إليه كثيرًا باسم «كلب أرنب». أخذت العينات من مضمار السباق من قبل مربو الحيوانات في ذلك الوقت وتم تصديرها إلى جميع أنحاء العالم.
في البداية كانت تعتبر كلاب الويبت والكلاب السلوقية الرمادية من السلالات الفقيرة، إلى أنها في الوقت الحالي أصبح ذات شأن.
في القرن 18 لم تستطع الطبقات العليا من المجتمع تحمل نفقات حيازة (كلب سلوقي حقيقي)، لذلك بحثوا عن نسخة أصغر منه ويكون من السهل تحمل نفقتها فحل محله (كلب الويبت).
من الجدير بالذكر أن الكلب السلوقي الرمادي هو السليل المباشر للكلب السلوقي الإسباني والذي يعتبر من السلالات النبيلة حتى أنه في بعض العصور التاريخية لم يستطع امتلاكه سوى الطبقة المخملية.
مراحل تطور سلالة الويبت
أراد الرعاة تربية كلب يشبه الكلب السلوقي الرمادي صغير وسريع ولكن لديه قدرة على التحمل أكثر من الكلب السلوقي الإيطالي، فقاموا بعمليات التزاوج والتي شارك بها أعراق مختلفة تماماً في نشأتها مثل:
الكلب السلوقي الرمادي، السلوقي الإيطالي بالإضافة إلى بعض سلالات الترير كـ (بيدلينجتون – مانشستر – يوركشاير - الإنجليزي)، في البداية نتج عن التزاوج من سلالة الترير بعض الكلاب ذات الفراء الطويل والخشن، ثم انتهت عمليات التزاوج بكلب لديه القدرة على الصمود مثل كلاب الترير، كما انه سريع ككلاب الصيد بالبصر الارستقراطية،
بالإضافة إلى امتلاكه جسد متناسق مماثل لجسد الكلب السلوقي الرمادي ومن هنا ظهرت كلاب الوبيت المعروفة حالياً.
أطلق على كلب الويبت عند ظهوره العديد من الأسماء من أشهرها: (الكلب الذي يسعى إلى العض) وذلك لأنه عندما يلتقي بكلب آخر في الطريق يكون لديه رغبة كبيرة في عضه.
(هيتاليناس) والذي يشير إلى أصله ككلب سلوقي إيطالي.
أما بالنسبة لكلمة (ويبت) فيقول البعض أنها مشتقة من الكلمة الإنجليزية (whip) والتي تعني السوط كنعت لطبيعته السريعة والفذة، ويقول البعض الآخر ان هناك سلالة تعرف باسم (وابيت) التي تعود أصولها للقرن 19، وقد تربطها علاقة بسلالة الويبت.

## استطلاع حول نوادي تربية الكلاب الموجودة في بريطانيا آنذاك
صُنفت كلاب الويبت كسلالة لأول مرة عام 1876 وكان ذلك خلال مسابقة للكلاب أُقيمت في دارلينغتون، ومع ذلك لم تكن السلالة معروفة في نوادي تربية الكلاب بإنجلترا حتى عام 1890، ثم في العام الذي يليه سُجل أول خمسة كلاب من السلالة في كتاب أصول النسب، وكان ذلك بلا شك رقماً مخيباً للآمال لأصحابهم الذين كانوا مهتمين بعملية التسجيل، واعتقدوا آنذاك أن تربيتهم ما كانت إلا مضيعة للوقت والمال، وفي عام 1896 تقدم أصحاب تلك السلالة بطلب للحصول على شهادة التحدي مما أفسح المجال لكلاب الويبت من المشاركة في واحدة من أهم عروض الجمال للكلاب ببريطانيا الكبرى، كان الكلب (زوبر) هو أول بطل للسلالة، حيث حصل على اللقب التشريفي لمسابقة جمال الكلاب التي أُقيمت في نادي تربية الكلاب في أكتوبر 1896، كان (زوبر) كلب (ذكر) مؤثر للغاية ثم ورث ابنه عنه نفس صفاته، تعتبر العارضة مانورلي أول أنثي من السلالة فازت باللقب التشريفي لمسابقة جمال الكلاب عام 1879.

## نشأة نادي الويبت
- تم تأسيس نادي الويبت في بريطانيا العظمي عام 1899 بمساهمة كبيرة من دوقة نيو كاستيل، والتي عرفت بشغفها الكبير لعالم الكلاب، فكانت مشهورة بدعمها لسلالات (بوروزي – فوكس ترير)، ومن حين لآخر كانت تعبر عن تعاطفها لسلالة الويبت.[11]
- ومع تأسيس نادي الويبت ازدادت تسجيلات السلالة بشكل ملحوظ في كتاب الأنساب، ثم قلت حتى توقفت تماماً أثناء الحرب العالمية الأولى 1918.
- تم تأسيس العديد من النوادي المهمة والمؤثرة لتربية كلاب الويبت في السنوات الأولى من إعلانها كسلالة قبل القرن العشرين، ولكن مرة أخري بسبب الحرب العالمية الثانية تدهور حال البعض واختفى البعض الأخر، حيث كان يوجد نقص واضح في الغذاء وكان لابد أن يؤثر ذلك بشكل أو بآخر على التربية والعناية بالكلاب من جميع السلالات، فقط القليل من المزارع استطاعت أن تحافظ على نشاطها في تربية الكلاب أثناء تلك السنوات.[10]
- في مطلع الأربعينات عادت التسجيلات مرة أخرى للارتفاع حتى تجاوزت 100 تسجيل جديد في عام 1947.
- وفي الستينات ازدادت التسجيلات بكثرة وذلك بسبب وجود العديد من الداعمين لسلالة الويبت.
- وظلت أعداد التسجيلات مستقرة حتى العقد الأخير من القرن العشرين حيث يسجل من 1.431 إلى 1.747 ويبت سنوياً، خاصة في عام 1996 الذي سجل ثاني أعلى معدل للتسجيلات، ومع ذلك انخفضت عدد التسجيلات في وقت لاحق بنحو 100 تسجيل.
- في عام 1999 احتفل نادي الويبت بمرور 100 عام على انشائه وأقاموا عروض استمرت ليومين كاملين، وتم تدريب الكلاب على الكثير من الأمور مثل الطاعة وأعمال المطاردة.[10]

## سباق
كان سباق الكلاب في الأصل امتدادًا لتعقب الأرنب. بدأت تربية الكلاب البيضاء في السباق في منتصف القرن التاسع عشر. كان الشكل الأول للرياضة شكلاً بدائيًا من التعقب يُعرف باسم «التمزق»، وقيل إن الكلاب التي شاركت في هذه الرياضة «تدربت على الخرقة». يتولى شخص يعرف باسم الزلة الاحتفاظ بالكلاب، والذي كان في كثير من الأحيان قاضي السباق. كان الانزلاق يحرر الكلاب من أطواقها في نفس الوقت، وتتسابقون نحو أصحابها في الطرف المقابل من المسار.
عادة ما يتقاتل الكلاب أثناء السباق ولحل تلك المشكلة تم الفصل بينهم بحواجز وتكون عبارة عن أعلام أو قطع من قماش وفي أحياناً أخري يتم استخدام الحبال للفصل بين الكلاب.
في السباقات البطولية يتم قياس وزن الكلاب وتقسيمهم إلى مجموعات حسب وزنهم
1. مجموعة وزنها أكبر من 10.5 كجم.
2. مجموعة وزنها من 8 إلى 10.5 كجم.
3. مجموعة وزنها من 5.5 إلى 8 كجم.
4. مجموعة وزنها اقل من 5.5 كجم.

في عام 1888، الكلب ذو العيون البيضاء (كلب أسود له عيون بيضاء) حطم الرقم القياسي لمجموعة الكلاب (من 8 إلى 10.5 كجم).
كان يتم وصف السباقات قديماً بطريقة مفصلة وبأرقام دقيقة فعلى سبيل المثال خطوة الكلب وزنه 8 كجم يمكن أن تتعدي 4.5 متر.
في الكثير من الأحيان كان يتم تخصيص مبلغ من المال وتعيين عامل مختص في إعداد الكلب ليكون جاهزاً للسباق في كامل هيئته، وذلك لأن تلك السباقات كانت تخضع للرهان والمقامرة، مما جعل الامر يستحق العناء.
كانت (لانكشر) شمال بريطانيا هي الموطن الأصلي لسباقات الويبيت، فمن المعروف أن الكلاب هناك تتلقي أفضل رعاية وتربية، ويتم صناعة الممرات في لانكشر من الرماد بدل من النجيل مما يسهل من حركة الكلاب، كما أن بعض مضامير السباق هناك معروفة عالمياً.
عند خروج الكلاب للسباق يتم ربطهم من ذيولهم وشعر مؤخرتهم بحبل يمسكه الرامي وبسماع صوت إطلاق الرصاص (إشارة بدأ السباق) يقوم الرامي بإطلاق صراح الكلب ورميه للأمام بكل قوته، يعد الرامي الجيد من أهم المميزات التي قد يحظى بها كلب السباق، أما على الجانب الأخر من المزمار يقف صاحب الكلب وينادي عليه أو يلوح له بشيء (قطعة من القماش – منشفة – أرنب أو عصفور ميت) مما يحفز الكلب للوصول إليه بأقصى سرعة.

## تدريب الكلب على السباق[15]
من أجل تدريب الجرو الصغير على سباق العدو:
1. يتم النداء على الكلب أو التلويح له بقطعة من القماش لتناول الطعام (المثير) ويتم محاكاه الأمر مع كل موقف يواجه الكلب في حياته.
2. التدريب اليوم ويكون عن طريق الجري من 19 إلى 32 كم يومياً بهدف التخلص من توتر العضلات وتقوية الأقدام ويمكن استخدام الكرة في التدريب المكثف.
3. التغذية الجيدة للكلب فكان بعض الكلاب في الماضي يتم إطعامهم لحم العجل الأسكتلندي (يتم استيراده من الشمال) وذلك لأن اللحم الإنجليزي لم يكن بالجودة المطلوبة، كما يتم الإشراف على أنواع الطعام التي يتناولها الكلب واستخدام كمام الفم لمنعهم من تناول الأطعمة غير المناسبة.[10]

## كلاب الويبت في الولايات المتحدة الأمريكية
عُرفت سلالة الويبت في الولايات المتحدة الأمريكية لأول مرة عام 1888، وكان ذلك عندما سُجل كلب أبيض ببقع بنية وصفراء يطلق عليه (جاك ديمبسي) في كتاب أصول النسب الخاص بنوادي الكلاب الأمريكية وتم إدراج اسمه في قسم المنوعات (قسم يحتوي على كلاب من أصول مختلفة).
حازت (بوستون موديل) على المركز الأول عن فئة الكلاب مختلفة الأصول في مسابقة الكلاب الأمريكية عام 1893، مما زاد من شعبية سلالة الويبت آنذاك.
كان يوجد العديد من المزارع الكبرى لتربية الكلاب في الولايات المتحدة الأمريكية، من أشهرها:
- باي فيو: التي أعلنت عن سلالة الويبت عام 1903.
- باي فيو برايد: تم تأسيسها عام 1902، ثم تحولت إلى أول مسابقة للكلاب عام 1904.

يعتبر (فليتفوت) هو الكلب الوحيد من سلالة الويبت الذي فاز في عروض جمال الكلاب المشهورة التي يتم عقدها في نادي وستمنستر للكلاب، كان فليتفوت ملك لمزرعة بيني وورث.
في الوقت الحالي تعتبر (سبورتنج فيلدز) أشهر مزرعة لتربية كلاب الويبت، حيث تكتسح الكلاب الخاص بهم اغلب العروض التي يتم عقدها في الولايات المتحدة.
ومع ذلك تتفوق شعبية كلاب الويبت في بريطانيا على شعبيته في الولايات المتحدة، ويتجلى ذلك في العروض الفردية حيث تسجل كلاب الويبت البريطانية مشاركات مذهلة (أكثر من 500 مشارك في بعض الحالات)، بالإضافة إلى أن عدد الحكام المتخصصين في مسابقات الكلاب من الولايات المتحدة قليل جداً مقارنة بالحكام البريطانيين.

## كلاب الويبت في أستراليا
تحظى الحيوانات المستوردة من بريطانيا بشعبية كبير وشهرة واسعة في أستراليا، فبفضل سهولة وعدم تعنت قوانين الحجر الصحي البريطاني، جعل من السهل استيراد الحيوانات من بريطانيا أكثر من غيرها من الدول.
حققت كلاب الويبت إنجازات متعددة في أستراليا وحازت على العديد من الجوائز القيمة في مسابقات مختلفة على سبيل المثال حصول (كالبين بارتيك) على جائزة أفضل عرض في مسابقة جمال الكلاب في (بريسبان رويال) عام 1951، والتي تعتبر واحدة من أكبر جوائز الكلاب في أستراليا.

## كلاب الويبت في أوروبا
- وصلت كلاب الويبت إلى إسكندنافيا عام 1900، وكان للسلالة الكثير من الجماهير الأوفياء لها.
- أما في عام 1917 استوردت مود ويلز (ملكة النرويج) كلبين ويبت إلى دولتها، مما أضاف للسلالة أهمية كبيرة.[19]
- في السويد تم تأسيس الجمعية السويدية لكلاب الويبت عام 1976.[20]
- أما في فرنسا، حازت سلالة الويبت على شهرة واسعة، وتم تأسيس جمعية فرنسية للسلالة في نهاية الأربعينات والتي شارك بها أعداد كبيرة من الكلاب، بالإضافة إلى أنه تم تسجيل العديد من الكلاب في كتاب أصول الأنساب الفرنسي وكان ذلك بهدف حيازتهم كحيوانات أليفية وليس بهدف المشاركة في المسابقات.[10]
- بالنسبة لألمانيا، تم الإعلان عن كلاب الويبت للمرة الأولى في عام 1903 ولكن في البداية لم يميزوا بينه وبين كلاب الصيد بالبصر الإيطالية، وبعد الحرب تم استيراد العديد من كلاب الويبت البريطانية إلى ألمانيا، ومع ذلك لم تحظي السلالة بشعبية كبيرة، حيث تتساوى أعداد تسجيلات كلاب الويبت في ألمانيا مع سويسرا على الرغم من الاختلاف الشاسع بينهما من حيث المساحة وعدد السكان.

## العروض البريطانية للكلاب في الوقت الحالي
على الرغم من وجود العديد من سلالات الكلاب ذات نسبة تسجيلات عالية في نوادي تربية الكلاب البريطانية، إلى أن كلاب الويبت مازالت تسجل أكبر عدد من مشاركات في مسابقات الكلاب حيث يسجل من 200 إلى 250 كلب ويبيت في العروض التي تقام سنوياً وقد يزيد العدد عن ذلك، ففي عام 1999 شارك نحو 335 كلب ويبت في السباق مما أدي إلى إضافة 374 حاجز في حلبة السباق كما أن هذا العدد الكبير من المشاركين يتطلب وجود حاكمين أحدهما للذكور والآخر للإناث، جدير بالذكر انه ليس من السهل الفوز في تلك المسابقات ويكون الهدف من المشاركة هو تحقيق المتعة للجمهور سواء حقق الكلب فوزاً أم لا.

## أصل السلالة
في الوقت حالي يوجد احتمالين فيما يخص أصل سلالة الويبت:
1. النظرية الأولي: نشأ كلب الويبت نتيجة تزاوج كلب سلوقي رمادي صغير الحجم ويتراول طوله بين 50 – 75 مع كلب الصيد بالبصر الإيطالي.
2. النظرية الثانية: نشأ كلب الويبت نتيجة تزاوج كلب سلوقي رمادي مع كلب ترير مانشستر أو كلب سبانيل.[10]

## صفاته
لا تتميز كلاب الويبت بلون فراء معين، وبالنسبة للطول فيتراوح طول الذكور من 47 إلى 50 سم، بينما يكون طول الإناث من 44 إلى 47 سم وفقاً للاتحاد العالمي للكلاب.

## الحياة الاجتماعية
تستطيع كلاب الويبت أن تتأقلم بشكل جيد في حياة المدينة، ولكن يجب أن تخضع للتدريب من ساعة إلى ثلاث ساعات يومياً حتى لا تعاني من زيادة في الوزن.
وبكون الويبت سليل مباشر لكلاب الصيد بالبصر فيعتبر خيار ممتاز للأشخاص الذين يبحثون عن رفقة أثناء التدريب أو صحبة أليفة للأطفال الصغار، فهو ليس عدواني على الأغلب طالما لم يقتحم الأطفال المكان الخاص به وتعاملوا معه بطريقة لائقة.
يفضل الإحتفاظ بكلاب الويبت داخل المنزل.

## العمر المتوقع
قبل حيازة كلب من سلالة الويبت يجب إجراء عدد من الفحوصات والتحاليل للتأكد من صحته، فإذا كان سليماً وتم الاعتناء به جيداً يمكن أن يعيش من 10 إلى 14 عاماً (متوسط العمر المتوقع).

## روابط خارجية
- - Whippet
  - نادي كلاب الويبيت في بريطانيا
  - النادي القومي لتربية كلاب الويبيت في كندا
  - نادي تربية كلاب الويبيت في كولومبيا
  - نادي تربية كلاب الويبيت في الولايات المتحدة
  - نادي تربية كلاب الويبيت في نيوزلاند
  - النادي الألماني لكلاب الويبيت